# 唐皋
唐皋（1469年—1526年），字守之，號心庵（一作新庵），別號紫陽山人。南直隸徽州府歙县巖鎮（今安徽黃山市徽州區巖寺鎮）人。明正德年間狀元，官至侍講學士兼經筵講官。曾奉旨出使朝鮮。《明史稿》有傳。

## 生平
唐皋出身於程朱理學思想積澱深厚的徽州李唐氏文獻世家。他“生而英邁”，但因家道中落窮迫難以為生，靠宗族親友和鄉鄰方音等人救濟度日。於是，他發奮讀書，胸懷抱負。鄉人方富禎、方鑾父子，累世積書，為巖鎮著姓，他常往借閱，遂博極群書，又與鄉人程元俊等友善。他名理宿識、文采敏捷，“下筆立就，或請改竄，輒迅筆更撰，不襲前篇一字，人以是服其才”。時任徽州知府彭澤稱其為“狀元才”，“延禮甚厚” 。唐皋“嘗以年家好謁潯陽守。守一見，期大魁，贈百緡。途次，知同行友窘狀，愴然曰：‘公貧倍我，何不罄持去為婚養資！’竟垂橐歸。自身困窮不濟卻資助他人，體現出唐皋仗義疏財的品格。
安貧讀書的唐皋，治《春秋》經，但他的科舉之途並不順利。正德五年（1510年），新任徽州知府熊桂履任。熊桂任內大興文教，重建紫陽書院。正德七年（1512年）三月，院成，熊桂“撥七校士合四十人”，親自講道其中。唐皋就是這四十人之一。據傳說，熊桂其人“長於青烏之學，相其家（引者注：謂唐皋宅），稱善地，所未足者，前宜濬水一道，為御階水，必登高第。因為買其鄰之地，鑿水如法”。作為知府，竟然親自幫助唐皋完善風水，可謂對其才學十分推重，對其中舉也十分期待了。
正德八年（1513年），在從紫陽書院肄業後，唐皋再次赴應天府參加鄉試（時任主考官為倫文敘、賈詠等人），結果得中第二名亞元、《春秋》第一名。正德九年（1514年）二月，唐皋赴京師參加甲戌科會試，又獲得第四名、《春秋》第一名（主考官梁儲、毛澄等人）。同年三月殿試（讀卷官楊廷和等人），中甲戌科一甲第一名進士（狀元），授翰林院修撰。
據說，放榜前有人先後馳告唐皋中了探花、榜眼，他都認為“不止此”，最後果真高中狀元。原來，他多次夢見“面前列瓜錘一對”，這正是他中狀元後遊街歸第的儀仗。有司送狀元歸第以黃蓋、瓜錘為導從，就是從此科開始。
正德十二年（1517年）二月，唐皋以翰林院修撰、承務郎的身份同主丁丑科會試。
正德十六年（1521年），明武宗駕崩。新登極的明世宗任命唐皋為正使，著一品服，出使朝鮮。在出使期間，唐皋與李朝著名文臣李荇、蘇世讓、鄭士龍、李希輔、南袞等人唱和，并首次在官方層面上將李夢陽等“前七子”的復古主張介紹到朝鲜，對李朝中後期文學復古革新產生了深遠的影響。
歸朝後，唐皋參修《武宗實錄》。《實錄》成，晋為翰林院侍講學士兼經筵講官，受賜白金二十兩、文綺二表裏、羅衣一襲。這部實錄是在“大禮議事件”這一特殊環境下撰寫的，且總裁、纂修諸臣大都是武宗朝反對正德弊政者，故而一反“臣為君諱”的作法，對武宗違背“祖訓”之荒唐政治和荒誕行徑進行了深刻的揭露。作為始終參與其事的纂修官，唐皋對《武宗實錄》這部明代史學重要著作的成書做出了重要的貢獻。
嘉靖五年（1526年）三月，唐皋卒於官，年僅五十八歲。“臨終猶進《君子小人章》”，“用不盡其才，朝野惜之”。明世宗“以其講讀效勞，特與祭一壇”，歸葬歙縣。“前七子”之一的王九思作有挽詩。消息傳到朝鮮後，曾和唐皋唱和的李朝文學家李荇、鄭士龍等人也都作詩寄託緬懷之情。

## 大禮議
唐皋敢言時事，屢屢上疏。嘉靖元年（1522年）九月，上疏議疏浚運河事，下工部議，從之。嘉靖二年（1523年）四月，刑部尚書林俊因“大禮議”事乞致仕，他上《崇一德以享天心疏》，認為應當“君臣上下同心一德”，而世宗“在內所寵信者，多藩邸久侍之人也，非先朝寡過之人也。”對世宗忌諱的小宗身份毫不迴避。十二月，又上《舉矌典以備大禮疏》（一作《請行慶成宴疏》），借慶成宴之事勸諫世宗要注意君臣和睦，與前疏之大旨相同。可見早在世宗剛剛即位之時，他就已經看出了世宗在用人治政上所存在的問題。
嘉靖三年（1524年）三月，議“大禮”之事又起，唐皋對“護禮派”和“議禮派”的過度對立將導致的兩敗俱傷和皇權獨攬深表擔憂，於是通過好友楊慎力勸其座師、護禮派首領楊廷和應當適當讓步，楊廷和勸唐皋據此上疏，而終未採納他的建議。結果，唐皋上疏謂“宜考所後以別正統，隆所生以備尊稱”，觸怒世宗，被罰俸三月。不久，楊廷和罷官。“護禮派”失勢後，由小宗入繼大統的世宗樹立了自身的正統地位，開始獨攬乾綱。
同年七月，著名的“左順門事件”爆發，時唐皋不在京師。事件結果，參與跪請的四品以上官員停俸，五品以下官員當廷杖責。因廷杖而死的共十六人。友人楊慎亦因此被流放雲南，永世不得錄用。從此，世宗威懾群臣，且日漸腐化、大肆興建、迷信方士、尊崇道教，又好長生不老之術，明朝政治風氣愈發頹廢。嘉靖十七年（1538年），已是唯所欲為的世宗竟將小宗興獻帝遷入太廟。當初因議大禮受寵的“議禮派”首領張璁對此也束手無策，“太廟一節，張亦不敢諫，乃嘆曰：‘使楊公當日用唐侍講之言，留余勇爭此，則吾輩當助之。乃今悔無及矣！’”此時唐皋已去世十餘年，其深遠的政治眼光由此可見一斑。

## 家族
唐皋夫人閻氏（1470年-？），勅封安人，工詩詞，有集傳世，可惜亦已散佚。清王端淑《名媛詩緯初編》卷五錄其《憶外》詩一首，並稱“夫人詩以其直似三唐，故人亟稱之”。原詩如下：

重重簾幕對燈紅，何處人敲五夜鐘？

豆蔻香寒懸夜雨，杜鵑花老怨春風。
無針可引相思意，有筆難描別後容。

萬里天南與地北，見君多在夢魂中。
閻氏傳子二：長子伯綺（1492年-1542年），字崇崗（一作崇綱），號鳳山，郡庠生，業《春秋》經。伯綺奉例養母，不肯以利祿之榮而易天倫之愛，故又號“坦然子”。娶孫氏（一作方氏），生四子：汝龍、汝馴、汝馭、汝駿。次子伯紓（1495年-？），過繼予草市孫氏。
長孫汝龍（1513年-？），又名一羽，字起潛，號雲湫，郡庠生。娶程氏（1515年-？）。汝龍與王寅結天都詩社，有詩名。詩見《列朝詩集》、《徽郡詩》等選集。

## 著作
據後世目錄所載，唐皋有《心庵文集》、《史鑒會編》、《韻府增定》諸書。其中，《心庵文集》又作《新庵文集》、《心庵集》。從字面上來看，《心庵文集》是他的詩文集，《史鑒會編》當是他任經筵講官時所編，而《韻府增定》則是他在音韻學方面的著作。這三本書，今日均未見傳本，皆已亡佚。
唐皋十七世裔孫唐宸對唐皋的詩文進行了輯佚。